# 桑海帝国
桑海帝国（Empire of Songhai）是15至16世纪时统治西萨赫勒地区的国家。桑海为西非歷史上黑人原住民最后的帝国。
7世纪时桑海人在登迪建立小王国，后迁至加奥，先后臣属于加纳帝国和马里帝国，逐渐皈依伊斯兰教。15世纪后期，桑尼·阿里即位後沿尼日尔河大力扩张，占领马里帝国中心城市廷巴克图，正式建立桑海帝国。桑海最盛时期领土西至大西洋，东至豪萨人区域，北至摩洛哥南境。
桑尼·阿里死后国家陷入内乱，1493年穆罕默德·图雷将军发动叛乱，篡夺皇位，成为阿斯基亚·穆罕默德一世皇帝，但桑海帝国在他统治下迎来复兴和黄金时代，伊斯兰教学术领域尤其兴盛，但帝国在他逝世后陷入衰落。1549年登位的阿斯基亞·達烏德曾經一度重振帝國，但他在1582年去世後，帝位繼承問題令帝國再次陷入內亂。1590年，摩洛哥派遣四千人的軍隊入侵，1591年3月擊敗為數約四萬人但武器落後的桑海軍，占领加奥、廷巴克图等地，桑海帝国瓦解。

### 引用
1. ↑  Bethwell A. Ogot, Africa from the Sixteenth to the Eighteenth Century, (UNESCO Publishing, 2000), 303.
2. ↑  hunwick 2003，第xlix頁.
3. ↑  Taagepera 1979，第497頁.